# Sceloenopla bahiana
Sceloenopla bahiana es una especie de insecto coleóptero de la familia Chrysomelidae. Fue descrita científicamente en 1938 por Uhmann.